# P Лебедя
P Лебедя (лат. P Cygni) — переменная звезда в созвездии Лебедя. Является ярко-голубым переменным гипергигантом, относящимся к спектральному типу B1Ia+, что делает её одной из самых ярких звёзд Млечного Пути. Находится на расстоянии около 6000 световых лет (примерно 2000 пк) от Земли.
Впервые была зафиксирована Виллемом Блау 8 августа 1600 года во время вспышки, длившейся около шести лет и повысившей видимую звёздную величину до 3. Следующая вспышка произошла в 1654—1655 годах и также длилась несколько лет. Лишь спустя век звезда вернулась к своей первоначальной звёздной величине, равной примерно 5.
В настоящее время звезда медленно охлаждается, что приводит к изменению её спектра от ультрафиолетового к видимому.

## Яркая голубая переменная
Ярко-голубые переменные звёзды, к которым относится P Лебедя, очень редки и недолговечны, формируются только в областях с интенсивным звёздообразованием. Такие звёзды расходуют своё ядерное топливо так быстро, что их жизнь длится не более нескольких миллионов лет, после чего они превращаются в сверхновую. Несмотря на то, что P Лебедя считается одной из первых обнаруженных ярких голубых переменных, она проявляет нетипичные признаки. Обычно яркие голубые переменные испытывают изменения блеска с периодами от нескольких лет до десятилетий, при этом иногда происходят вспышки с существенным повышением блеска. Но P Лебедя меняет блеск и вид спектра очень слабо после нескольких вспышек в XVII веке.  Похожим образом ведет себя Эта Киля.
P Лебедя показывает признаки крупных вспышек примерно 900, 2100 и 20000 лет назад. В менее давние времена происходило медленное увеличение видимой звёздной величины и понижение температуры, что считается признаком ожидаемой эволюционной стадии перехода массивной звезды к красному сверхгиганту.

## Профиль типа P Лебедя

Характерный для звезд типа P Лебедя профиль линии H-α

P Лебедя дала название особенности в спектре, называемой профилем типа P Лебедя, в нём присутствуют как признаки поглощения, так и признаки излучения в одной и той же линии, что означает наличие расширяющейся газовой оболочки. Эмиссионные линии возникают в плотном звёздном ветре вблизи звезды, а смещенные в синюю сторону области поглощения возникают при прохождении излучения через слой околозвездного вещества, быстро расширяющегося в направлении наблюдателя. Такие профили можно использовать при исследовании звёздного ветра во многих типах звёзд.
Размер области звёздного ветра, излучающей линию H-альфа, составляет 5,64 ± 0,21 миллисекунды дуги. При оценке расстояния в 1700 парсеков такая область должна простираться примерно на 26 радиусов звезды.